# Az őslakók jogai
Az őslakók jogai közé tartoznak azok a jogosultságok, amely az őslakó népeket illetik meg különleges helyzetük figyelembevételével: nem csak a minden embert megillető emberi jogok, hanem az őslakó társadalom fennállásából következő gazdasági, szociális és kulturális jogokat (pl. őseik földjének, nyelvének, vallásának és kultúrájának megőrzése). Az őslakók jogait kifejezheti az alkotmány vagy nemzeti jogszabály, illetve elismeri a nemzetközi jog is, amely az őslakókat a kormányzat vagy magánérdekek túlkapásai ellen védelmezi.

## Meghatározása és történelmi háttere
Az őslakók jogai azokat illetik meg, akik az őslakókhoz tartoznak, vagyis egy adott terület eredeti lakosai voltak a térség gyarmatosítása előtt. Az, hogy ki tartozik egy adott országban az őslakók közé, rengeteg vita tárgyát képezte, de legáltalánosabb definíciója azokra a társadalmakra utal, amelyek egy adott területen éltek a nyugat-európai gyarmatosítók megjelenése előtt. Az őslakók jogai éppen ezeket a társadalmakat, illetve azok maradványait védelmezik.
Az őslakók meghatározása országonként eltérő lehet, ezért vita tárgyát képezheti, hogy kit illetnek meg az őslakók jogai: ebben a vonatkozásban a túlságosan megengedő definíciót éppolyan hátrányosnak tekintik, mint a túlságosan szigorút.
Az európai gyarmatosítás története során már a reneszánsz idején felmerült az őslakók jogainak védelme: a gyarmatosítók küldetését elfogadva is voltak olyanok, akik felemelték hangjukat az őslakókkal szembeni embertelen bánásmód ellen és társadalmuk, kultúrájuk megőrzése mellett.
Az őslakók jogainak elismertetése és védelme sok esetben kapcsolódott össze más jogvédő mozgalmakkal: gazdasági és társadalmi helyzetük, illetve lakhelyük miatt az őslakók védelme sokszor kapcsolódott szociális és környezetvédelmi mozgalmakhoz. Egyes tudósok és szervezetek (mint pl. a Rainforest Foundation) véleménye szerint az őslakók jogainak, társadalmának, hagyományos életformájának megőrzése szorosan kapcsolódik az éghajlatváltozás elleni küzdelemhez, a szén-dioxid-kibocsátás csökkentéséhez, a kulturális és a biodiverzitás megőrzéséhez.

## Az őslakók jogainak képviselete
Az őslakó társadalmak emberi és más jogainak, követeléseinek, illetve az őslakók identitásának képviselete minden országban más és más módon valósul meg. Számos szervezet létezik nemzeti és nemzetközi szinten (ld. pl. Finnugor Népek Világkongresszusa), amely valamilyen módon az őslakók képviseli, és az őslakó nemzetek is számos helyen hozták létre saját kulturális, szociális, politikai vagy egyéb célú intézményeiket.

### Nemzetközi szervezetek
Számos nemzetközi önkéntes szervezet (mint pl. Friends of Peoples Close to Nature Archiválva 2013. március 14-i dátummal a Wayback Machine-ben, Survival International és Cultural Survival) célja az őslakók jogainak képviselete. Ezek a szervezetek az őslakók földjeinek, nyelvének, kultúrájának, szokásainak védelmével, üldöztetésük ellen harcolnak, illetve azt akarják megakadályozni, hogy az őslakókra rákényszerítsék a nyugati kultúra elvárásait.

### AzEgyesült Nemzetek
Az őslakók jogainak képviseletét az Egyesült Nemzetek Szervezetében az ENSZ őslakó népekkel foglalkozó munkacsoportja Working Group on Indigenous Populations (WGIP) végzi. 2000-ben az ENSZ Emberi Jogi Tanácsa (United Nations Human Rights Council) határozatot hozott, hogy egy állandó tanácsadó testületet (United Nations Permanent Forum on Indigenous Issues (PFII)) hoz létre az ENSZ Gazdasági és Szociális Tanácsa (United Nations Economic and Social Council) mellett. 2004. decemberben az ENSZ közgyűlése a 2005 – 2014 közötti évtizedet a világ őslakó népeinek második évtizedévé nyilvánította. Az évtized célja az őslakó népeket sújtó problémák elleni jobb nemzetközi összefogás elősegítése, elsősorban a kultúra, az oktatás, az egészségügy, az emberi jogok, a környezetvédelem, illetve a társadalmi és gazdasági fejlődés területén.
2007. szeptember 13-án, több mint 25 éves előkészítő munka után, az ENSZ közgyűlése nyilatkozatot fogadott el az őslakó népek jogairól és azok védelméről. A nem-kötelező nyilatkozat meghatározza az őslakók egyéni és csoportos jogait, illetve a kultúrához, nyelvhez, foglalkoztatáshoz, oktatáshoz és más területekhez fűződő specifikus jogaikat. A nyilatkozat ellen szavazott négy, jelentős őslakó populációval rendelkező ország: az Egyesült Államok, Kanada, Új-Zéland és Ausztrália. 11 ország tartózkodott, így 143 ország támogatta a nyilatkozatot.

### A Nemzetközi Munkaügyi Szervezet 169. sz. ajánlása
Az ENSZ Nemzetközi Munkaügyi Szervezetének (International Labour Organisation) 169. számú ajánlása a foglalkoztatáspolitikáról is foglalkozik az őslakó népekkel, illetve az őslakók munkához és foglalkoztatáshoz kapcsolódó jogaival, illetve a hátrányos megkülönböztetés tilalmával. Az ajánlás elismeri a földtulajdonhoz való jogaikat, egyenlőségüket és szabadságukat, illetve jogukat az őslakókat érintő döntések meghozatalában való részvételre.

### Amerikai Államok Szervezete
2001 óta foglalkozik az AÁSZ az őslakó népek jogairól szóló nyilatkozat megszövegezésével.

## Külső hivatkozások
- The Rights of Indigenous Peoples: Study Guide – University of Minnesota
- Researching Indigenous People's Rights Under International Law – Steven C. Perkins
- Indigenous Rights – International Encyclopedia of the Social Sciences, 2nd Edition
- United Nations Declaration on the Rights of Indigenous Peoples
- ILO Convention 169 (full text)
- State of The World's Indigenous Peoples – UN report, First Issue, 2009